# Albert Barrett
Albert Frank Barrett (11 tháng 11 năm 1903 – 8 tháng 12 năm 1989) là một cầu thủ bóng đá người Anh thi đấu cho Leytonstone, Southampton và Fulham, cũng như đội tuyển quốc gia Anh. Ông sinh ra ở West Ham. Ông thi đấu cho "Professionals" tại Siêu cúp Anh 1929.